# Ákos Braun
Ákos Braun, né le 26 juin 1978, est un judoka hongrois évoluant dans la catégorie des moins de 73 kg (poids légers). 
Sans grande référence internationale majeure (une seule victoire en coupe du monde), il réalise un surprenant doublé championnat du monde – championnat d'Europe en 2005. Grâce à cette performance, il est désigné sportif hongrois de l'année. Après avoir raté sa compétition européenne en 2006, il récidive l'année suivante en étant battu dès son premier combat lors des championnats d'Europe avant d'échouer dans la conservation de son titre de champion du monde en septembre 2007.

## Palmarès

### Championnats du monde
- Championnats du monde 2005 au Caire (Égypte) :
  -  Médaille d'or dans la catégorie des moins de 73 kg (poids légers).

### Championnats d'Europe
- Championnats d'Europe 2005 à Rotterdam (Pays-Bas) :
  -  Médaille d'or dans la catégorie des moins de 73 kg (poids légers).

- Championnats d'Europe 2008 à Lisbonne (Portugal) :
  -  Médaille de bronze dans la catégorie des moins de 73 kg (poids légers).

### Divers
Tournois :
- Tournoi de Paris :

1 podium en 2004.
Universitaire :
- Champion du monde universitaire en 2006.